# كأس تونس للكرة الطائرة للرجال 1990–91
كأس تونس للكرة الطائرة للرجال 1990-1991 هو الموسم رقم 35 من كأس تونس للكرة الطائرة للرجال.

فاز بهذا الموسم النادي الأفريقي.

## روابط خارجية
- الموقع الرسمي للجامعة التونسية للكرة الطائرة.